# María Alejandra Aristeguieta
María Alejandra Aristeguieta Álvarez es una activista venezolana. En 2019 fue designada por la Asamblea Nacional como embajadora de Venezuela en Suiza.

## Carrera
Aristeguieta es licenciada en estudios internacionales. Se ha desempeñado como coordinadora del grupo Iniciativa Venezuela, fue diplomática en la Organización de las Naciones Unidas y representante de la oposición venezolana ante el Parlamento Europeo. En 2018, siendo representante en Suiza de la coalición opositora Mesa de la Unidad Democrática (MUD), le exigió a Suiza más contundencia contra la gestión de Nicolás Maduro y que investigara si algún banco suizo había incurrido en blanqueo de capitales relacionado con Maduro. Ese año participó en la Cumbre de Ginebra por los Derechos Humanos y la Democracia.
Durante la crisis presidencial de Venezuela, en 2019, fue designada por la Asamblea Nacional como embajadora de Venezuela en Suiza.